# Anagyrus longicornis
Anagyrus longicornis är en stekelart som beskrevs av Mercet 1923. Anagyrus longicornis ingår i släktet Anagyrus och familjen sköldlussteklar.
Artens utbredningsområde är:
- Italien.
- Spanien.

Inga underarter finns listade i Catalogue of Life.